# Helina quadrum
Helina quadrum este o specie de muște din genul Helina, familia Muscidae. A fost descrisă pentru prima dată de Fabricius în anul 1805. Conform Catalogue of Life specia Helina quadrum nu are subspecii cunoscute.